# Дабашница
Дабашница је насељено мјесто у општини Грачац, југоисточна Лика, Задарска жупанија, Република Хрватска.

## Географија
Дабашница је удаљена око 50 км сјевероисточно од Грачаца. Ту се крајем 19. века могло једва и пешице доћи, због силног стења и високих планина.

## Историја
Место је 1875. године било у склопу општине Срб. Живело је у њему око 550 православних Срба. Никад нису имали своју цркву, па су на службу одлазили у три сата удаљену Пустају. Није ту било ни школе, а седам ђака је ишло у најближу школу у Србу. Бивши мештанин, трговац у Карловцу Лука Петровић је покренуо акцију да се у Дабашници подигне православна црквица. Написана је у том смислу молба аустријском цару за помоћ, и Високо земаљско заповедништво у Загребу је доделило 1000 ф. Кренула је градња али се застало, због оскудице у новцу.
Дабашница се од распада Југославије до августа 1995. године налазила у Републици Српској Крајини.

## Становништво
Дабашница се до пописа становништва 1971. налазила у саставу општине Срб, а до августа 1995. у саставу општине Доњи Лапац. Према попису становништва из 2011. године, насеље Дабашница је имало 3 становника.
| Националност       | 1991. | 1981. | 1971. | 1961. |
| Срби               | 68    | 92    | 154   | 205   |
| Хрвати             |       |       | 6     |       |
| остали и непознато | 1     |       |       |       |
| Укупно             | 69    | 92    | 160   | 205   |

| Демографија | Демографија | Демографија |
| Година      | Становника  | Становника  |
| ----------- | ----------- | ----------- |
| 1961.       | 205         |             |
| 1971.       | 160         |             |
| 1981.       | 92          |             |
| 1991.       | 69          |             |
| 2001.       | 0           |             |
| 2011.       |             | 3           |